# ウォンビン
ウォンビン（朝: 원빈、1977年11月10日 - ）は、韓国の男優。大韓民国江原道旌善郡餘糧面（ヨリャンミョン）出身。身長178cm（公称）。本貫は金海金氏。本名はキム・ドジン（김도진、金道振）。
日本では韓流ブームの立役者の一人といわれ、ブーム黎明期には韓流四天王の一人として報道された。

## 略歴
江原道旌善郡餘糧面に2男3女の末っ子として生まれる。春川機械工業高校（江原道春川市）、百済芸術大学を経て、龍仁大学校演劇映画科に編入・卒業し、同大学芸術大学院映画学科在学中。芸能界入りする前は、故郷で自動車整備士をしていた。
1996年にケーブルテレビ局第一放送の公採3期オーディションに合格しデビュー。それを見ていた、韓国で最も著名なファッションデザイナー、アンドレ・キムの目に止まり芸能界デビュー。当初は2000年のドラマ『秋の童話』が大ヒットしブレイク。日本においては一時ホリプロに所属し、2002年に日韓合作ドラマ『フレンズ』の主演を務め、2005年にはIT関連企業「フォーバル」のCMに出演した。
2005年11月29日、韓国の徴兵制度により江原道春川陸軍102補充隊に入隊するが、以前から痛めていたひざの病状が悪化し、「左側ひざ十字靭帯（じんたい）部分断裂」との診断を受け2006年4月に手術。「兵役継続は困難」と判断されたため、同年6月7日に除隊、しばらくの間リハビリに専念する。
2009年、ポン・ジュノ監督の『母なる証明』（原題：마더-Mother-）において復帰を果たす。2010年公開の主演映画『アジョシ』（原題：아저씨=-おじさん-）が同年度の韓国興行収入1位を記録し、自身も大鐘賞の男優主演賞を獲得した。
2013年から女優のイ・ナヨンと交際し、2015年5月に結婚。12月に第一子となる長男が誕生した。

## 出演

### 映画
- ガン&トークス（原題：킬러들의 수다）（2001年） - ハヨン 役／監督：チャン・ジン／共演：シン・ヒョンジュン、チョン・ジェヨン、シン・ハギュン
- ブラザーフッド（原題：태극기 휘날리며）（2004年） - ジンソク 役／監督：カン・ジェギュ／共演：チャン・ドンゴン、イ・ウンジュ
- マイ・ブラザー（原題：우리 형）（2005年） - ジョンヒョン 役／共演：シン・ハギュン、キム・ヘスク
- 母なる証明（原題：마더-Mother-）（2009年） - トジュン 役／監督：ポン・ジュノ／共演：キム・ヘジャ、チン・グ
- アジョシ（原題：아저씨/This Man）（2010年） - チャ・テシク 役／監督：イ・ジョンボム／共演：キム・セロン、キム・テフン

### テレビドラマ
- プロポーズ（1997年、KBS） - ヒョヌ 役／共演：リュ・シウォン、キム・ヒソン
- レディ・ゴー!（1997年 - 1998年、MBC） - ハン・スンジュ 役／共演：チャ・テヒョン、ユン・ソナ
- クァンキ（1999年 - 2000年、KBS） - カン・ミン 役／共演：イ・ドンゴン、ペ・ドゥナ、ヤン・ドングン、チェ・ガンヒ
- ドラマシティ - 彼が簡易役で降りた（2000年、KBS） - ミノ 役／共演：ヤン・ドングン
- コッチ（2000年、KBS） - ソン・ミョンテ 役／共演： イ・ヨウォン、イ・ジョンウォン、チョ・ミンギ
- 秋の童話（2000年、KBS） - ハン・テソク 役／演出：ユン・ソクホ／共演：ソン・スンホン、ソン・ヘギョ
- 日韓共同制作ドラマ『フレンズ』（2002年、TBS・MBC） - キム・ジフン 役／共演：深田恭子、イ・ドンゴン

### CM・広告

#### 韓国
- ジオジア（2001年 - 2005年、2008年） - ファッションブランドの広告モデル[6]
- ウリィ銀行（2002年 - 2005年）[7][8]
- LG電子「サイオン」（2005年） - 「サイオン・アイディア」キャンペーンモデル[9]
- 韓国任天堂「Wii Sports」（2008年）[10]
- 東西食品「マキシムT.O.P」（2008年 - ）[11]
- HANG TEN（2010年 - 2011年）[12]
- CUCKOO（2010年 - 2013年）[13]
- Basic House（2011年 - 2013年）[14]
- SKテレコム「4G LTE」（2011年 - 2012年）[15]
- CHRIS.CHRISTY（2011年 - 2014年） - ファッションブランドの広告モデル[16]
- K2（2011年 - 2012年）[17]
- 現代自動車「ソナタ ハイブリッド」（2012年）
- ユニセフコリア（2012年）[18]
- TOUS les JOURS（2012年）[19]
- CENTERPOLE（2013年 - 2014年）[20]
- BIOTHERM HOMME（2013年 - ）[21]
- JD GAMES（2017年 - 2018年）
- CHERISH（2018年 - ）[22]
- SHINSUNG TONGSANG「OLZEN」（2018年 - ）[23]
- JEAN-MICHEL BASQUIAT（2018年 - ） - ゴルフウェアブランドの広告モデル[24]

#### 日本
- フォーバル（2005年）[25]
- 眞露ジャパン「hite d」（2011年）[26]

### DVD
- BINUS（2006年）
- I LOVE YOU（2010年）
- Bittersweet Nostalgia（2012年）

### 社会貢献活動
- ユニセフ韓国委員会特別代表（2007年 - 2012年）[27]

## 書籍

### 写真集
- dream in HEAVEN（2002年）
- WWW (Wonbin Wide pinup Web)（2002年）
- 28 day'n year Wonbin（2005年）
- Dear Wonbin／ウォンビンへの手紙（2006年）

## 受賞歴
- KBS演技大賞 - 新人賞（1999年、『コッチ』）[28]
- KBS演技大賞 - 優秀演技賞（2000年、『秋の童話』）[29]
- 第16回コリアベストドレッサー賞 - 男性タレント部門ベストドレッサー賞（2000年）
- 第37回百想芸術大賞 - TV部門新人演技賞（2001年、『秋の童話』）[30]
- 第27回黄金撮影賞 - 新人男優賞（2004年、『ブラザーフッド』）[31]
- 第12回春史羅雲奎映画芸術祭 - 新人男優賞（2004年、『ブラザーフッド』）[32]
- 韓国建築文化大賞 - 国土海洋部長官賞（2008年）[33][34][35]
- 第4回アンドレ・キムベストスターアワード - スター賞（2009年）
- 第47回大鐘賞 - 主演男優賞（2010年、『アジョシ』）
- 第47回大鐘賞 - 人気男優賞（2010年、『アジョシ』）
- 第31回青龍映画賞 - 人気スター賞（2010年、『アジョシ』）
- 第8回大韓民国映画大賞 - 主演男優賞（2010年、『アジョシ』）
- 第6回大韓民国大学映画祭 - 主演男優賞（2010年、『アジョシ』）
- CINE21映画賞 - 今年の俳優賞（2010年、『アジョシ』）
- 第2回映画記者協会選定 今年の映画賞 - 主演男優賞（2011年、『アジョシ』）
- 第8回マックスムービー今年の映画賞 - 最高の男優賞（2011年、『アジョシ』）
- 第48回大鐘賞 - 人気賞（2011年）
- 第11回大韓民国青少年映画祭 - 男優部門人気映画人賞（2011年）
- 第22回日本ジュエリーベストドレッサー賞 - 男性部門特別賞（2011年）[36]